# Driver: San Francisco

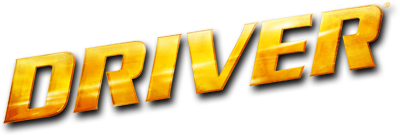
Logo de Driver inc,

Driver: San Francisco es un videojuego de acción y conducción, desarrollado por Ubisoft Reflections y publicado por Ubisoft. El juego fue presentado oficialmente en el E3 2010 y salió a la venta en Europa el 2 de septiembre de 2011 y en Norteamérica el 6 de septiembre de 2011 en PlayStation 3, Xbox 360 y Wii. La versión para Microsoft Windows se puso a la venta el 27 de septiembre de 2011.

## Trama
Después de que el agente del FBI John Tanner se somete a una cirugía exitosa, el criminal Charles Jericho escapa de un hospital turco y huye de regreso a los Estados Unidos. Después de esto, Tanner y su socio Tobias Jones logran localizarlo y arrestarlo en San Francisco. El día de su juicio, Jericho realiza una fuga de su convoy de la prisión, dominando a sus guardias y eliminando la escolta policial. Mientras monitorean la ruta del convoy, Tanner y Jones son testigos de la fuga y lo persiguen después de que toma el control de la camioneta de la prisión. Mientras Jericho los embosca e intenta atropellarlos con la camioneta, Tanner se escapa a una calle con mucho tráfico que resulta en un devastador choque, dejándolo en coma.
Momentos después, Tanner se despierta en su auto con Jones, con cosas aparentemente normales; Sin embargo, Tanner se encuentra escuchando voces en su cabeza sobre un accidente. Cuando la pareja localiza la camioneta de la prisión, Tanner se encuentra repentinamente desapareciendo de su automóvil y reapareciendo en el asiento del conductor de una ambulancia que transporta a un paciente gravemente herido. Para su sorpresa, se entera de que en realidad está habitando el cuerpo del conductor de la ambulancia y está confundido por el evento. Tanner pronto descubre que tiene una habilidad que le permite "cambiar" al cuerpo de otra persona, adoptando su apariencia pero conservando sus propios recuerdos y habilidades. Decidiendo usar esta habilidad en su beneficio, Tanner comienza a ayudar a las personas en toda la ciudad mientras continúa investigando Jericho.
Tanner descubre que Jericho tiene la intención de construir una  bomba química, con la que planea retener el rescate de la ciudad. Tanner luego habita el cuerpo de un ladrón de poca monta para infiltrarse en la organización, pero Jericho lo descubre de inmediato, quien también posee la capacidad de cambiar. A medida que las cosas a su alrededor comienzan a volverse más extrañas, Tanner finalmente descubre que ha estado en un mundo de sueños desde el accidente, con los eventos influenciados por su subconsciente al escuchar la transmisión de televisión. Mientras Tanner lucha contra el sueño de Jericho para recuperar el control y poner fin a su coma, se da cuenta de que el plan de Jericho va en contra de su personaje y sospecha que está tramando otra cosa.
Al despertar finalmente de su coma, Tanner le informa a Jones que Jericho está engañando una amenaza de bomba para ocultar un crimen mayor. Jones confía a regañadientes en su compañero y le entrega la llave de su auto, lo que le permite ir tras Jericho. La deducción de Tanner resulta correcta cuando una explosión que parece química es en realidad una cortina de humo a gran escala; El plan real de Jericho era ocultar la fuga de otro recluso de la prisión en la que estaba detenido. Tanner luego persigue a Jericho, lo que lleva a un enfrentamiento entre los dos en un almacén. Mientras Tanner se prepara para golpear a Jericho con una colisión frontal, Jones llega de repente y golpea a Jericho desde el costado, incapacitándolo, antes de sugerirle a Tanner que vayan a tomar una copa después.

### Trama Wii
La trama de la versión de Wii tiene una historia completamente diferente. Trata acerca de los inicios de Tanner como oficial de policía. Tanner saldrá a vengar la muerte de su compañero, de manera  encubierta. Se trata de una precuela del Driver original. La revista confirma que Tobias Jones y Solomon Caine aparecerán en el juego. a diferencia de la versión de la nintendo WII. Para PS3 la historia se centra en John Tanner y Tobias Jones yendo en camino al juicio de charles Jericho, y de repente el convoy donde trasladaban a Jericho le hacen un atentado y este toma el control de la unidad envistiendo la patrulla que lo seguía y entonces Tanner y Jones lo persiguen hasta entrar por un túnel y Jericho los empuje ocasionándoles un accidente donde Tanner resultó herido de gravedad.

## Jugabilidad
Una nueva característica es el cambio, que permite a Tanner cambiar de un auto a otro auto y continuar la misión. La opción de desplazamiento no es ilimitada, por lo que el jugador tiene que recargar el medidor de cambio haciendo cosas como diapositivas de poder, grandes saltos y conducción en tráfico próxima. Cambio también se debe actualizar de vez en cuando, por lo que el jugador puede cambiar en coches más distantes y otras partes de la ciudad. Una de las inspiraciones para el cambio viene de Google Earth. El juego también se describe como un "regreso a las raíces" a la serie como la capacidad para obtener del coche, que fue presentado en el controlador 2, se ha eliminado como los desarrolladores consideró que este tipo de característica ya demasiados juegos y "no era conveniente [para nosotros] copia sólo ese mecánico exacta.". Con el cambio, el jugador también puede iniciar misiones. La utilización de cambio, sin embargo, no está obligada, por lo que el jugador puede terminar el juego sin cambio en cualquier otro coche. El modo de director de la película, que estuvo ausente en Parallel Lines, serán también retorno y los jugadores pueden compartir sus vídeos en línea. El juego se desarrollará en 60 cuadros por segundo.

## Vehículos
Por primera vez en la serie, el juego incluye 140 vehículos con licencia oficial, completamente dañables, desde buggies, coches deportivos hasta camiones de diferentes marcas: Alfa Romeo, Aston Martin, Audi, Bentley, Ruf, Dodge, Chevrolet Cruze, Pontiac, Ford, Shelby, Volkswagen, Pagani, Lincoln, DeLorean, Lamborghini y Cadillac. 
Esto probablemente se debió a que los desarrolladores no querían que el juego se viera como otro clon de Grand Theft Auto: San Andreas, o similar, en donde hay infinidad de vehículos, pero no oficiales.

### Lista de vehículos
| Vehículos                                      | Vehículos | Vehículos | Vehículos | Vehículos |
| Modelo                                         |           |           |           |           |
| 2009 Abarth 500                                |           |           |           |           |
| 1971 Abarth 695 SS                             |           |           |           |           |
| 2009 Alfa Romeo 159                            |           |           |           |           |
| 2007 Alfa Romeo 8C Competizione                |           |           |           |           |
| 2010 Alfa Romeo Giulietta                      |           |           |           |           |
| 2009 Alfa Romeo MiTo                           |           |           |           |           |
| 1966 Alfa Romeo Spider                         |           |           |           |           |
| 2011 Aston Martin Cygnet                       |           |           |           |           |
| 1964 Aston Martin DB5                          |           |           |           |           |
| 2010 Aston Martin V12 Vantage                  |           |           |           |           |
| Audi A4 B8                                     |           |           |           |           |
| 2009 Audi Q7                                   |           |           |           |           |
| Audi R8                                        |           |           |           |           |
| Audi RS6 Avant C6                              |           |           |           |           |
| 2010 Audi S5                                   |           |           |           |           |
| 1986 Audi Sport Quattro S1 B2                  |           |           |           |           |
| 2010 Audi TT RS                                |           |           |           |           |
| 2010 Bentley Continental Supersports           |           |           |           |           |
| Cadillac CTS-V                                 |           |           |           |           |
| 2006 Cadillac DTS                              |           |           |           |           |
| 2007 Cadillac Escalade                         |           |           |           |           |
| 2010 Cadillac XLR                              |           |           |           |           |
| 1966 Chevrolet C-10                            |           |           |           |           |
| 1968 Chevrolet Camaro Convertible Mk.I         |           |           |           |           |
| 1986 Chevrolet Camaro Mk.III                   |           |           |           |           |
| 2010 Chevrolet Camaro Mk.V                     |           |           |           |           |
| 1970 Chevrolet Chevelle                        |           |           |           |           |
| 2000 Chevrolet Chevy                           |           |           |           |           |
| 2008 Chevrolet Corvette C6                     |           |           |           |           |
| 1973 Chevrolet El Camino                       |           |           |           |           |
| 2005 Chevrolet Express Cargo                   |           |           |           |           |
| 2009 Chevrolet Impala                          |           |           |           |           |
| 1981 De Lorean DMC-12                          |           |           |           |           |
| 2004 Dodge Atos                                |           |           |           |           |
| 2009 Dodge Caravan                             |           |           |           |           |
| 2009 Dodge Caravan (Taxi)                      |           |           |           |           |
| 2009 Dodge Caravan                             |           |           |           |           |
| 1970 Dodge Challenger R/T                      |           |           |           |           |
| 2009 Dodge Challenger SRT-8                    |           |           |           |           |
| 2009 Dodge Charger (Policía)                   |           |           |           |           |
| 1969 Dodge Charger                             |           |           |           |           |
| 2009 Dodge Charger                             |           |           |           |           |
| 1974 Dodge Monaco                              |           |           |           |           |
| 1974 Dodge Monaco (Policía)                    |           |           |           |           |
| 2002 Dodge Neon                                |           |           |           |           |
| 2006 Dodge Ram SRT-10                          |           |           |           |           |
| Dodge Viper ACR                                |           |           |           |           |
| 1999 Ford Crown Victoria (Taxi)                |           |           |           |           |
| 1999 Ford Crown Victoria (Policía)             |           |           |           |           |
| 1999 Ford Crown Victoria                       |           |           |           |           |
| 2009 Ford F-150                                |           |           |           |           |
| 2009 Ford F-250                                |           |           |           |           |
| 1974 Ford Gran Torino                          |           |           |           |           |
| 2006 Ford GT                                   |           |           |           |           |
| 1968 Ford Mustang MkI                          |           |           |           |           |
| 1971 Ford Mustang Mach 1 MkII                  |           |           |           |           |
| 1984 Ford RS200                                |           |           |           |           |
| 2010 Ford Taurus SHO                           |           |           |           |           |
| 1998 GMC Sierra                                |           |           |           |           |
| 2006 GMC Topkick                               |           |           |           |           |
| Grumman-Olson P-800                            |           |           |           |           |
| Hudson Hornet                                  |           |           |           |           |
| 2008 Hummer H3                                 |           |           |           |           |
| International 4000-Series                      |           |           |           |           |
| 2010 Jaguar XF-R                               |           |           |           |           |
| 1989 Jeep Wrangler                             |           |           |           |           |
| 2009 Jaguar XKR Mk.II                          |           |           |           |           |
| Kenworth K-100                                 |           |           |           |           |
| Kenworth T-600 'Titan El Dorado'               |           |           |           |           |
| 1990 Lamborghini Diablo                        |           |           |           |           |
| 2009 Lamborghini Gallardo LP560-4              |           |           |           |           |
| 1984 Lamborghini Jalpa                         |           |           |           |           |
| 1972 Lamborghini Miura                         |           |           |           |           |
| 2006 Lamborghini Murciélago LP640              |           |           |           |           |
| Lamborghini Murciélago LP670-4 SV              |           |           |           |           |
| 1974 Lancia Stratos                            |           |           |           |           |
| 2010 Land-Rover Range Rover Sport Supercharged |           |           |           |           |
| 2009 Lincoln Town Car                          |           |           |           |           |
| 2010 Maserati GranTurismo                      |           |           |           |           |
| 2009 Maserati GranTurismo MC Sport Line        |           |           |           |           |
| MCI J 4500                                     |           |           |           |           |
| 1997 McLaren F1                                |           |           |           |           |
| 2010 McLaren MP4-12C                           |           |           |           |           |
| 2008 Mercedes-Benz SLR McLaren                 |           |           |           |           |
| 2010 Nissan 370Z                               |           |           |           |           |
| 2009 Nissan GT-R                               |           |           |           |           |
| 1996 Nissan Skyline MkIX                       |           |           |           |           |
| 2009 Nissan Tsuru                              |           |           |           |           |
| 1970 Oldsmobile 442                            |           |           |           |           |
| 1970 Oldsmobile Vista Cruiser                  |           |           |           |           |
| Orion VII NG                                   |           |           |           |           |
| 2009 Pagani Zonda Cinque                       |           |           |           |           |
| 2009 Pagani Zonda                              |           |           |           |           |
| Peterbilt 320                                  |           |           |           |           |
| Peterbilt 357                                  |           |           |           |           |
| 1976 Pontiac Firebird Trans Am                 |           |           |           |           |
| 1977 Pontiac Firebird Trans Am                 |           |           |           |           |
| 1977 Pontiac Firebird Trans Am                 |           |           |           |           |
| 1970 Pontiac GTO The Judge                     |           |           |           |           |
| 1971 Pontiac LeMans                            |           |           |           |           |
| 2009 Pontiac Solstice GXP                      |           |           |           |           |
| 2010 Ram 3500                                  |           |           |           |           |
| 1987 RUF CTR                                   |           |           |           |           |
| 2010 RUF CTR3                                  |           |           |           |           |
| 2009 RUF RK Spyder                             |           |           |           |           |
| 2010 RUF RT 12                                 |           |           |           |           |
| Seagrave                                       |           |           |           |           |
| 1966 Shelby Cobra 427                          |           |           |           |           |
| 1967 Shelby GT500                              |           |           |           |           |
| 2011 Shelby GT500                              |           |           |           |           |
| 1970 Volkswagen Beetle Baja Bug                |           |           |           |           |
| 1960 Volkswagen Bus                            |           |           |           |           |
| 2011 Volkswagen New Beetle                     |           |           |           |           |
| 1963 Volkswagen Beetle                         |           |           |           |           |
| ---------------------------------------------- | --------- | --------- | --------- | --------- |